# کاساری
کاساری (به استونیایی: Kassari) جزیره‌ای در دریای بالتیک متعلق به کشور استونی است.
این جزیره که ۱۹٬۳ کیلومتر مربع مساحت دارد قسمتی از شهرستان هیو و مجمع‌الجزایر غرب استونی محسوب می‌شود و جمعیت کل آن ۳۰۰ نفر است.

## نگارخانه

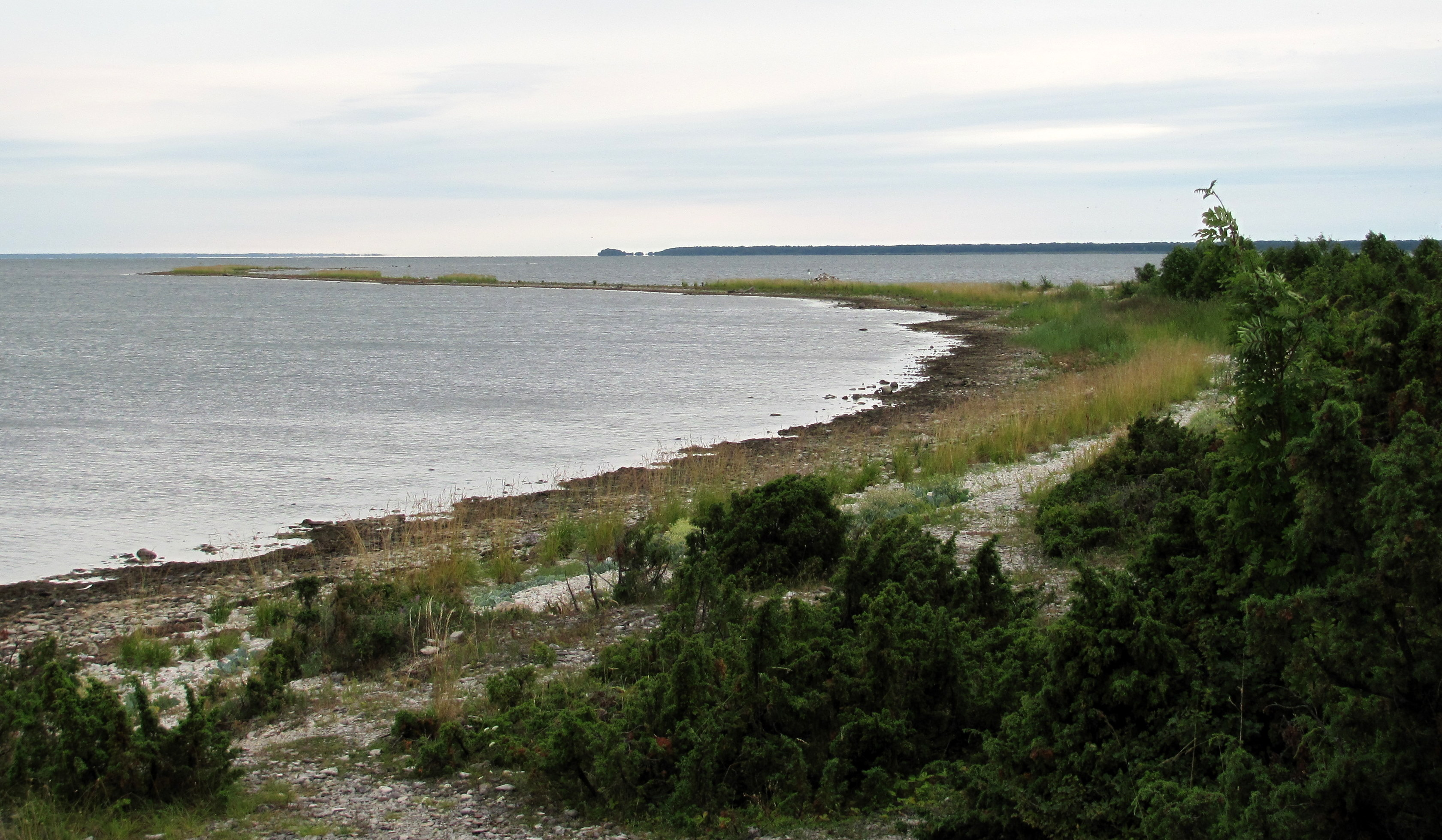
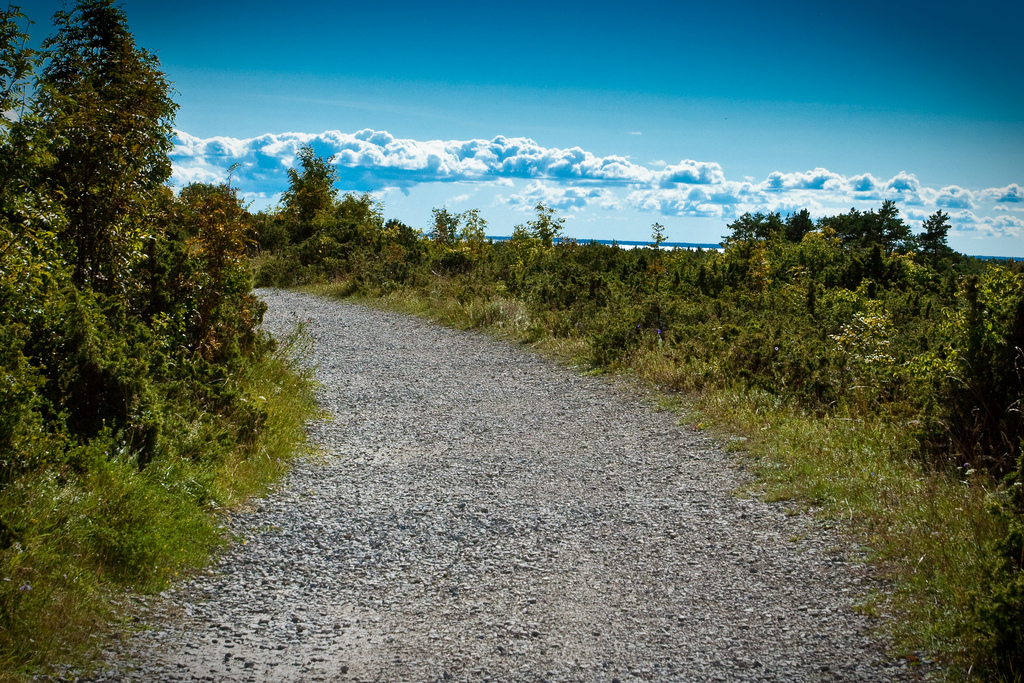
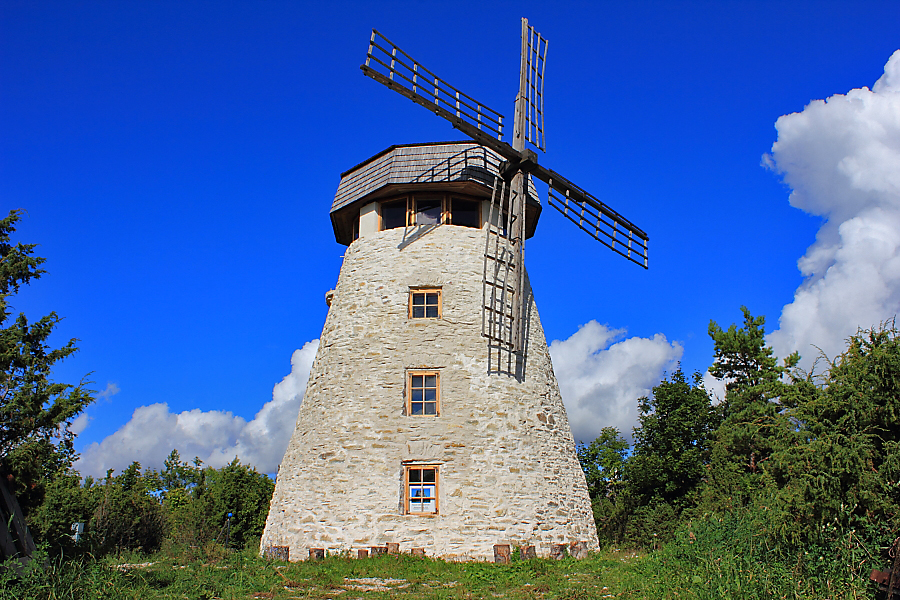
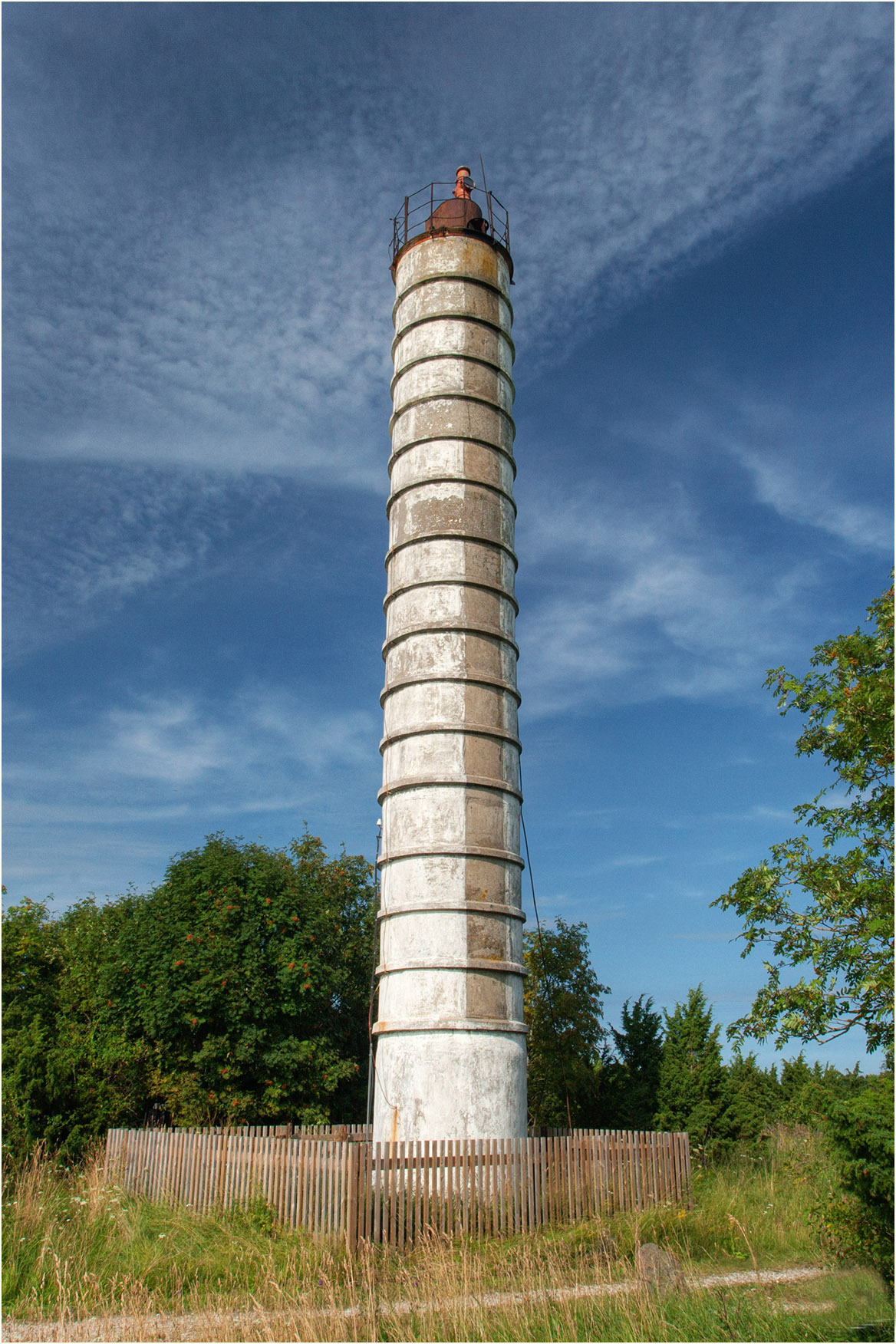
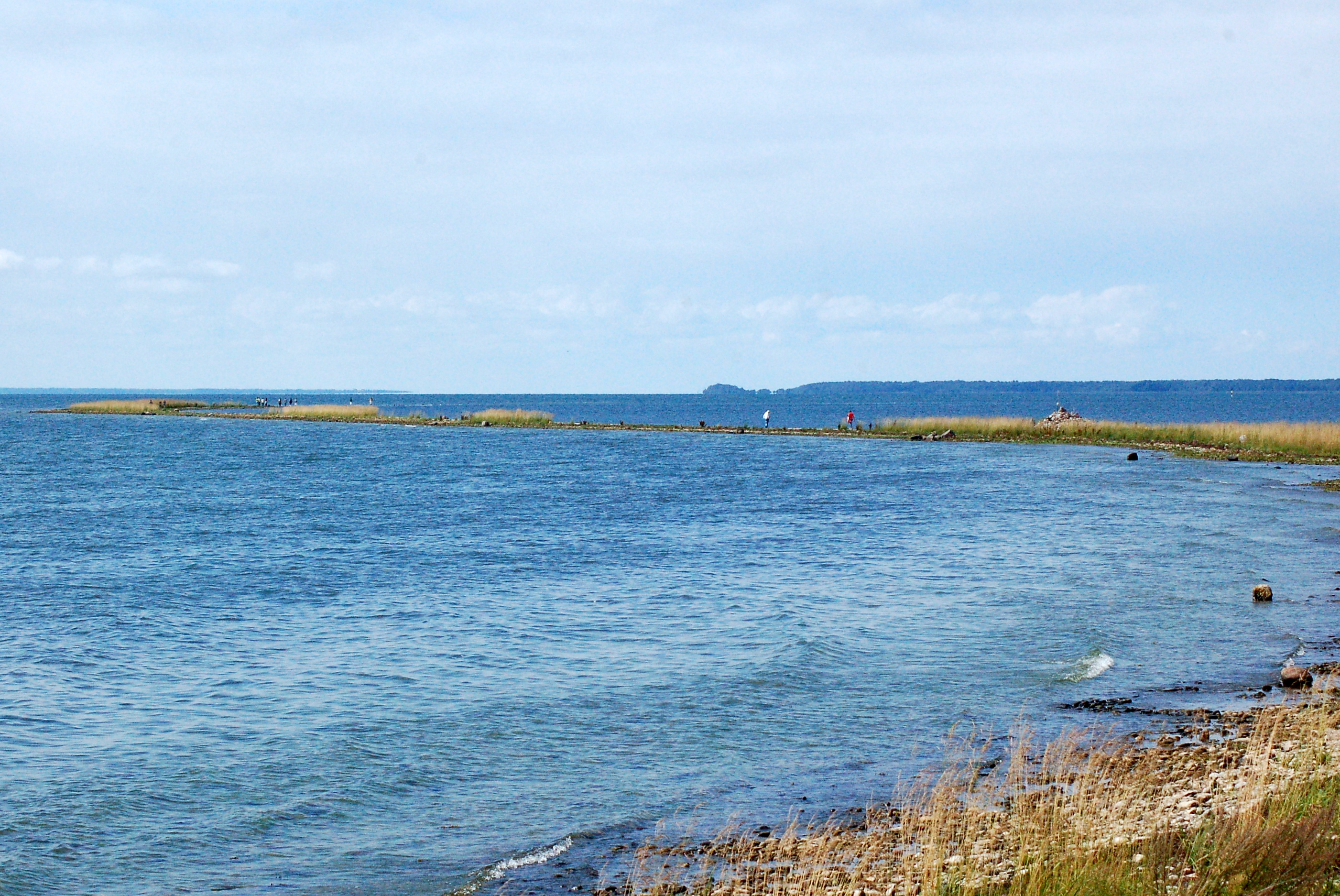
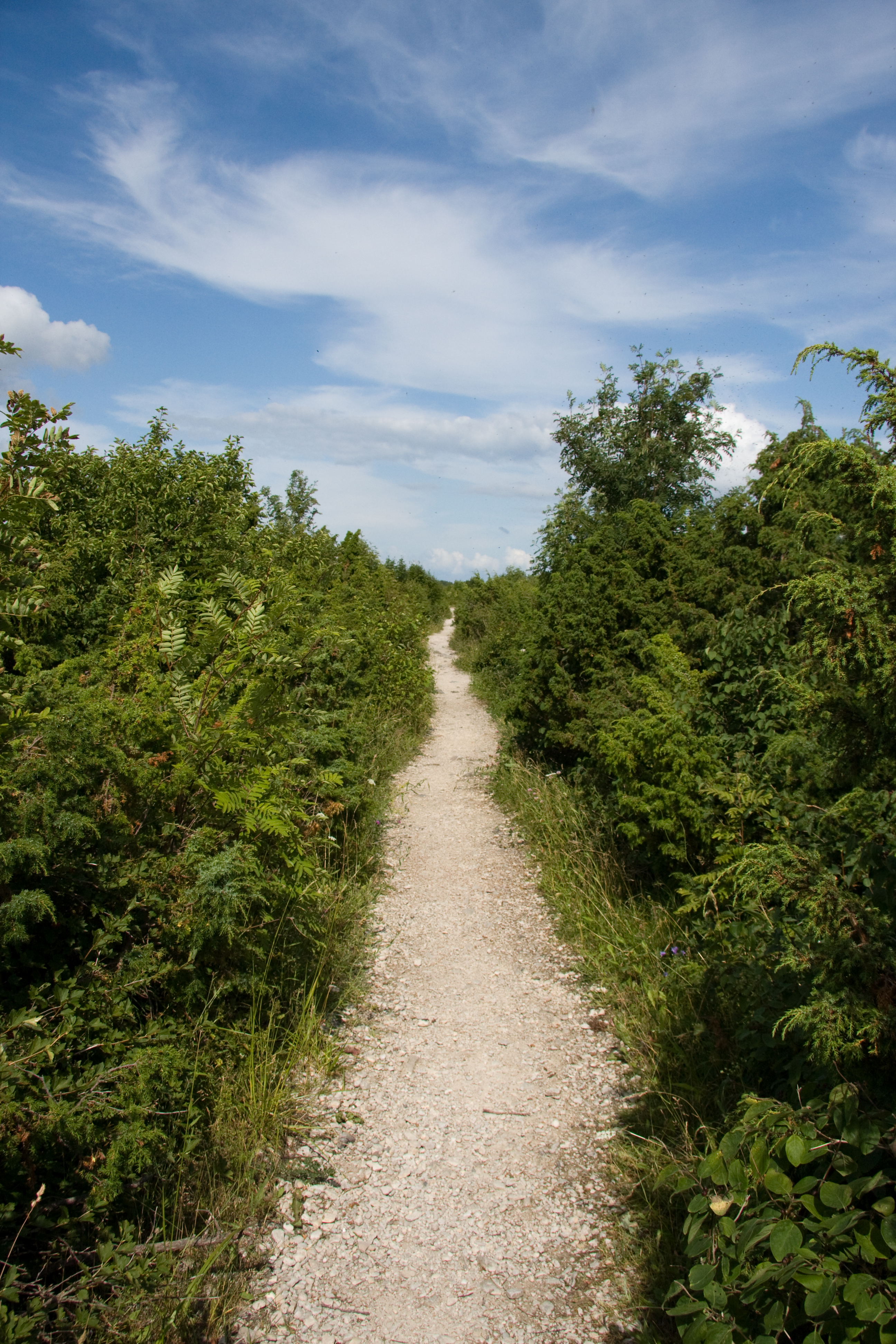
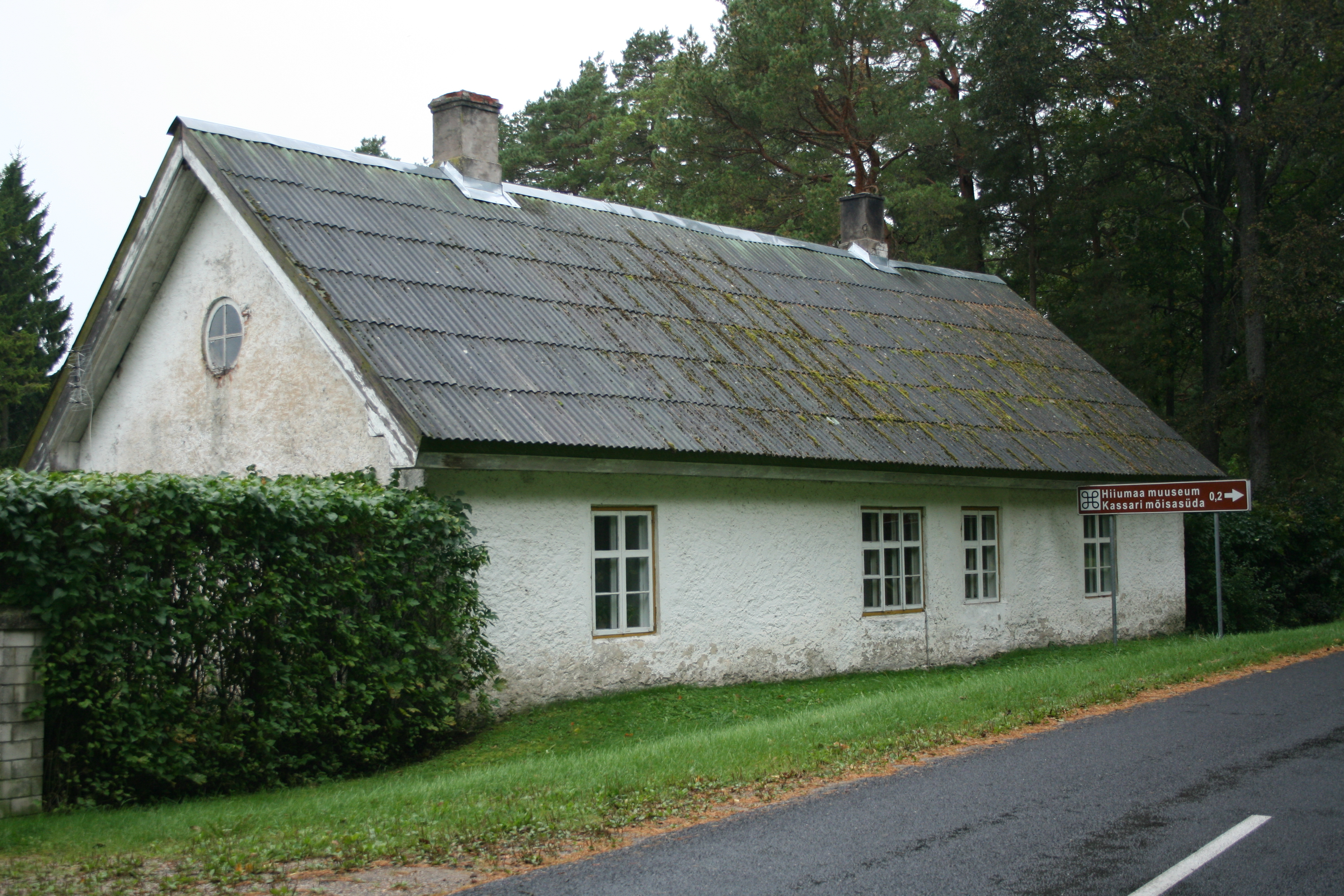
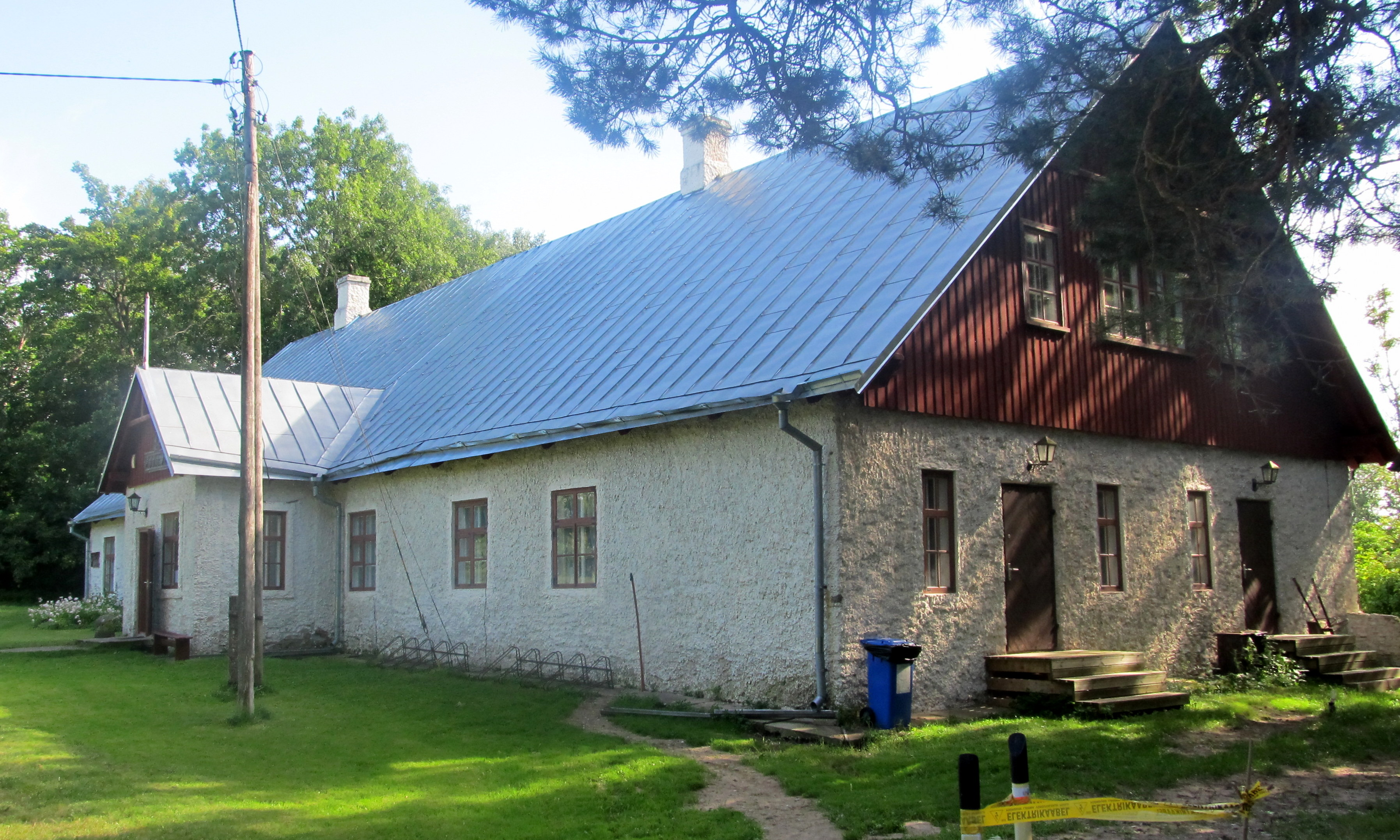
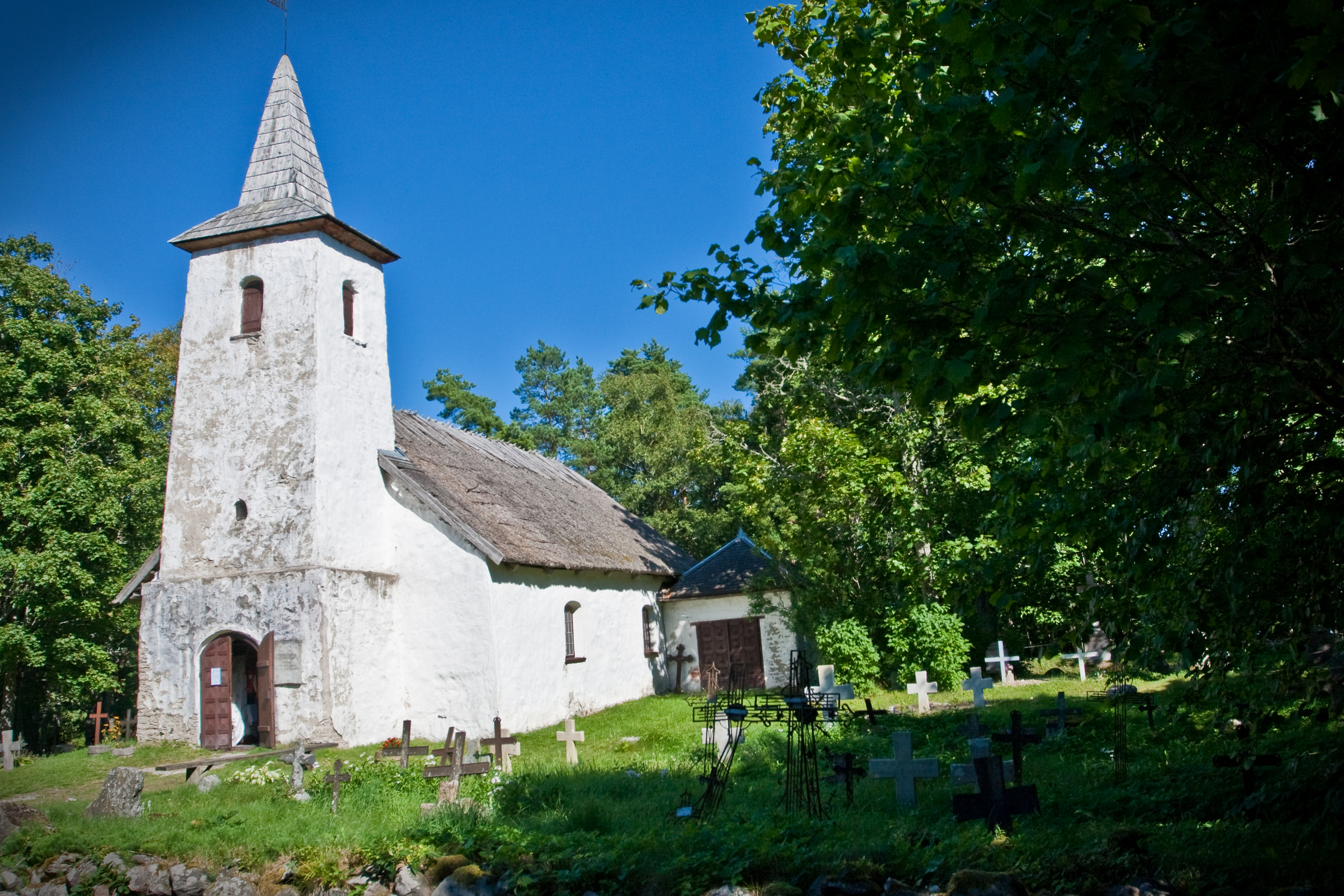